# 神山站 (广州)
神山站是中国广东省广州市白云区的一座建设中的城际铁路车站，为广清城际铁路的中途站。

## 车站结构
神山站设计为无配线高架车站，站房位于正线下方，规模为6,199.91平方米，建筑高度19.71米，设210米×5米×1.25米侧式站台2座。

## 历史
2024年1月26日，本站主体结构封顶。
2024年11月4日，广清城际南延线接触网工程首条接触网附加导线在本站至江高站区间架设完成；2025年6月，接触网工程首条承力索在本站至江高站区间架设完成。